# Sylva (альбом Snarky Puppy)
| Оценки критиков | Оценки критиков |
| Источник        | Оценка          |
| --------------- | --------------- |
| The Guardian    | [ 1 ]           |

Sylva — альбом американского джаз-фьюжн коллектива Snarky Puppy, выпущенный 26 мая 2015 года. Был создан при сотрудничестве с Metropole Orkest из Нидерландов. Альбом получил премию Грэмми за лучший современный инструментальный альбом на 58-й ежегодной премии. По словам Майкла Лига, каждая песня на альбоме о разных лесах.

## Трек-лист
Вся музыка написана Майклом Лигом, аранжирована Майклом Лигом и Жюлем Бакли.
| №                   | Название            | Длительность |
| ------------------- | ------------------- | ------------ |
| 1.                  | «Sintra»            | 3:32         |
| 2.                  | «Flight»            | 6:03         |
| 3.                  | «Atchafalaya»       | 6:04         |
| 4.                  | «The Curtain»       | 15:09        |
| 5.                  | «Gretel»            | 4:21         |
| 6.                  | «The Clearing»      | 19:23        |
| Общая длительность: | Общая длительность: | 54:32        |

## Состав музыкантов

### Snarky Puppy
- Майкл Лиг - бас-гитара, Moog
- Майк Махер - труба, флюгельгорн
- Джей Дженнингс - труба, флюгельгорн
- Крис Баллок - тенор-саксофон, бас-кларнет, кларнет
- Кори Генри - орган Hammond B3, Moog, клавинет
- Билл Лоуренс - фортепиано, Wurlitzer, Moog
- Джастин Стэнтон - Rhodes, Moog, клавинет, фортепиано, труба
- Боб Ланцетти - электрогитара
- Марк Леттьери - электрогитара
- Крис Маккуин - электрогитара
- Роберт "Sput" Сирайт - ударные
- Нейт Верт - перкуссия

### Metropole Orkest
- Дирижер - Жюль Бакли
- 1-е скрипки - Арлия де Руйтер (концертмейстер), Вера Лапорева, Денис Кендерс, Дэвид Пейненборг, Полин Терлоу, Каспер Донкер, Рубен Маргарита, Тинка Регтер, Сейджия Теувен, Ева Збышинска
- 2-е скрипки - Мерин Ромбоут, Герман ван Хаарен, Вим Кок, Фейона ван Ирзель, Полин Конинг, Полина Чеков, Мерел Йонкер, Кристина Кнолл
- Альт - Мике Хонинг, Норман Янсен, Джулия Джоуэтт, Изабелла Петерсен, Ирис Шут, Лекс Луиненбург
- Виолончель - Маартен Янсен, Эмиль Виссер, Яша Альбрахт, Анни Тангберг, Чарльз Ватт
- Контрабас - Эрик Винкельманн, Аренд Лифкес, Тьерк де Вос
- Флейта - Жанин Аббас, Мариэль ван ден Бос, Нола Эксель
- Кларнет, бас-кларнет, контрабас-кларнет и саксофон - Пауль ван дер Фин, Лео ван Остром, Лео Янссен, Вернер Янссен, Макс Бори
- Горн - Питер Хунфельд, Роб ван де Лаар, Фон Верспаандонк, Элизабет Хунфельд
- Тромбон - Ян Остинг, Винсент Венеман, Ян Бастиани
- Бас-тромбон - Мартин ван ден Берг
- Туба - Рис Шеллекенс
- Перкуссия - Мерк Джискут, Фрэнк Варнденье